# Ryūhei Sasagawa
Ryuhei Sasagawa (笹川竜平 Sasagawa Ryūhei?) es un personaje de la novela Battle Royale. En la película y el manga tiene el mismo nombre. En la traducción española de la película, su nombre está erróneamente escrito como Ryuhei Sasugawa. En la película el papel de Ryuhei Sasagawa fue interpretado por Shirou Gou.

## Antes del juego
Ryuhei Sasagawa es uno de los estudiantes de la clase de tercer año del instituto Shiroiwa de la ciudad ficticia de Shiroiwa (en la ficticia prefectura de Kagawa en la novela y el manga, mientras que en la película es en la prefectura de Kanagawa). 
En la novela y el manga, Sasagawa era miembro de la pandilla de Kazuo Kiriyama, al cual se unió después de que Kiriyama moviera influencias para evitar que el hermano menor de Sasagawa fuese arrestado por asaltar una tienda. Sasagawa era también conocido por los constantes abusos en intimidaciones a sus compañeros de clases, en especial a Yoshio Akamatsu, según el manga, Ryuhei era el alumno a quien Mitsuru Numai propinó una golpiza el primer día de clases en un intento de mostrarse como el más fuerte del colegio, es así que atestiguó como éste fue golpeado y humillado por un grupo de estudiantes de tercer año, siendo salvado por Kiriyama a quien juró seguir, dándose a entender que desde ese momento Ryuhei también se volvió su subordinado.
En la novela, Nanahara menciona que Sasagawa intentó provocar un enfrentamiento contra Shōgo Kawada que no llegó a los golpes ya que el muchacho le dijo algo en voz baja a Sasagawa que lo hizo huir llorando a pedir socorro a Kiriyama, quien ignoró completamente a ambos.

## En el juego
En la novela y en el manga, Kazuo Kiriyama les envía un mensaje a Sasagawa y al resto del grupo para reunirse en un extremo de la isla una vez hayan salido todos los estudiantes de la clase. Sasagawa siguió el mensaje y fue al extremo de la isla, donde Kiriyama lo apuñala nada más llegar (en el manga le dispara con su arma, un subfusil Ingram MAC-10). En el manga, Sasagawa moriría probablemente después de Hiroshi Kuronaga porque el cuerpo de Kuronaga está tirado en el suelo y el de Sasagawa cerca de la piedra donde Kiriyama espera al resto del grupo.
En la película, él es uno de los miembros de la pandilla de Mitsuru Numai que intentan reducir a Kiriyama. Sasagawa, junto con Numai, Hiroshi Kuronaga, Sho Tsukioka e Izumi Kanai, acusan a Kiriyama de ser un espía de Kitano. Éste, en un momento de descuido de Sasagawa, le quita su arma y mata a todo el grupo.
Aunque el arma designada a Sasagawa no es nombrada explícitamente en la novela, se sabe que era la Ingram MAC-10 que Kiriyama coge después de apuñalarlo, como al resto del grupo. En el manga, el arma asignada es un rifle de combate SIG SG 552. En la película, su arma asignada es también una Uzi 9mm.